# Palazzo Bonifacio a Regina Coeli

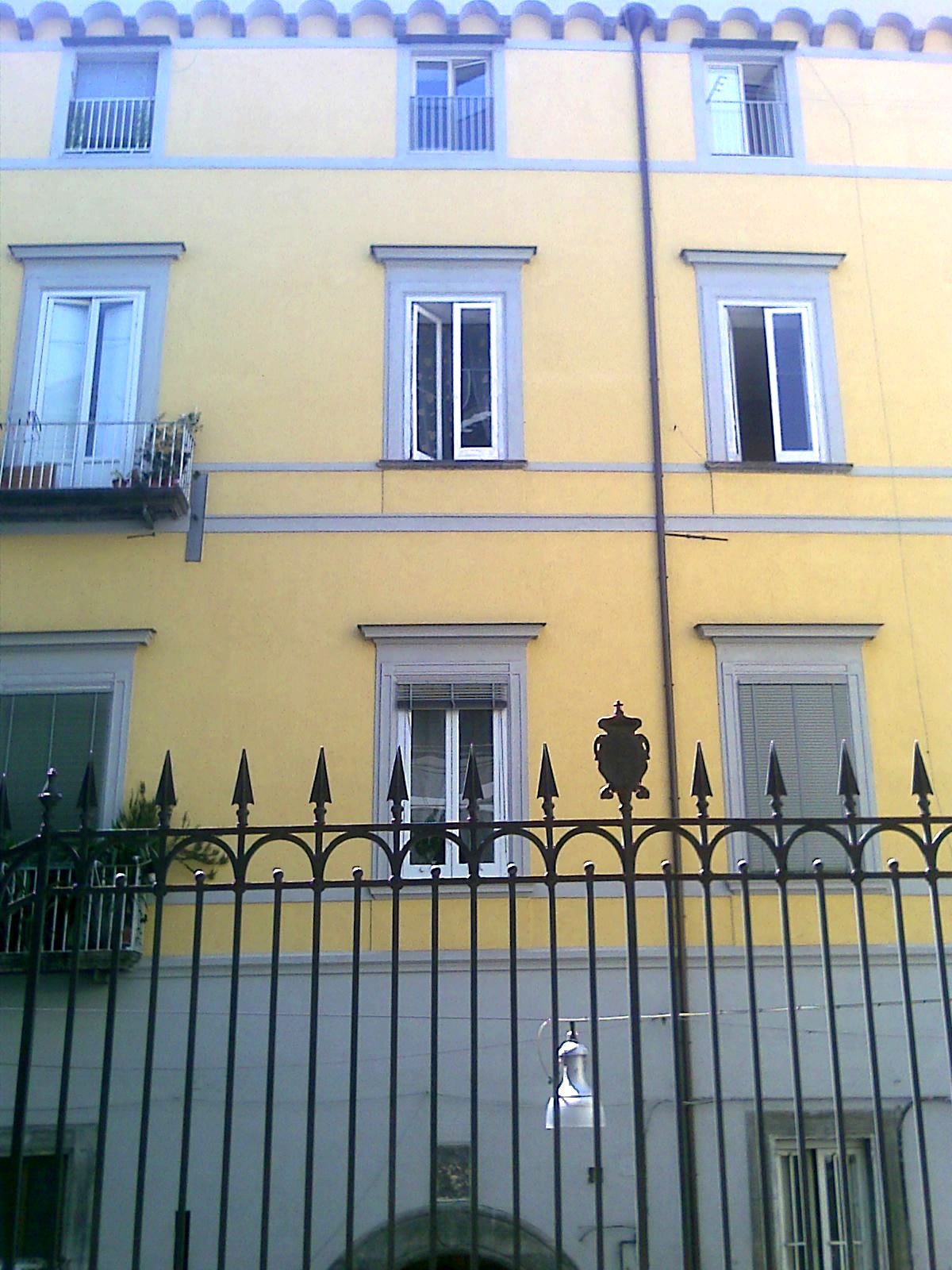
Palazzo Bonifacio a Regina Coeli: Fassade

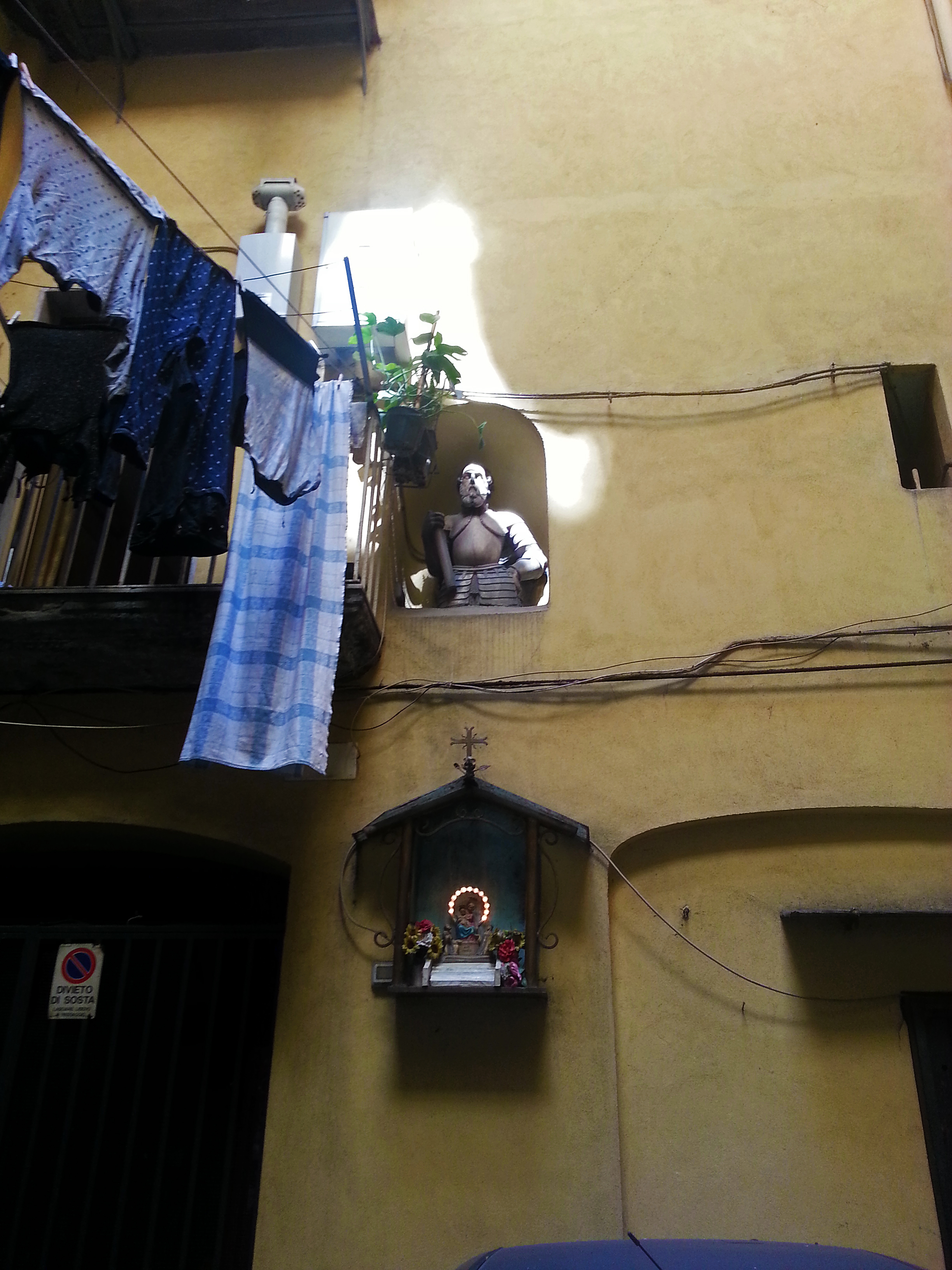
Büste eines Kriegers aus der Zeit des Hauses Aragón

Der Palazzo Bonifacio ist ein Palast aus dem 16. Jahrhundert im Viertel San Lorenzo von Neapel in der italienischen Region Kampanien. Er liegt am Largo Regina Coeli, 6.

## Geschichte
Der Palast stammt aus dem 16. Jahrhundert und wurde von einer gewissen Carmosina Bonifacio, einer Tochter von Dragonetto Bonifacio, bewohnt. Ihre Geschichte ist mit der des Palastes verbunden, weil diese Wohnstatt ihre Glanzzeit nur in der Zeit hatte, als Carmosina von Jacopo Sannazzaro gelobt wurde.
Im Laufe der Jahrhunderte wurde das Gebäude mehrmals umgebaut und heute dient es, wie viele andere, historische Gebäude im alten Zentrum der Stadt, Wohnzwecken.
Im Innenhof des Palastes ist die Skulptur eines Kriegers aus der Zeit des Hauses Aragón erhalten, der vielleicht ein Vorfahr der Familie Bonifacio war, der tatsächlich in diesem Palast wohnte.